# 兵庫県立粒子線医療センター
兵庫県立粒子線医療センター（ひょうごけんりつりゅうしせんいりょうセンター）は、兵庫県たつの市にある県立病院。粒子線の中でも陽子線と炭素イオン線の2種類を利用してがんの治療を行う医療機関である。

## 概要
兵庫県では、1987年に「ひょうご対がん戦略」を策定した。この戦略に基づき、がん治療プロジェクトについて検討を始め、1994年に県立粒子線治療センターを播磨科学公園都市に設置することが決定された。そして、2001年に陽子線治療と炭素イオン線治療の両方が行える世界初の施設として開設された。
開院以来、治療できるがんの種類を増やしており、2022年2月現在、13種類のがんの治療が可能となっている。
神戸大学医学部附属病院との共同研究なども行われており、体内にて分解・吸収されるスペーサ「ネスキープ」を外科的に留置し、放射線感受性の高い臓器を治療部位となる腫瘍と離して粒子線を照射する方法も行われている。
2018年4月1日より段階的に保険適用での治療が開始されている。
陽子線治療
- 小児腫瘍（限局性の固形悪性腫瘍）
- 骨軟部腫瘍（切除非適用）
- 頭頸部悪性腫瘍（口腔・咽喉頭の扁平上皮がんを除く）
- 限局性及び局所進行性前立腺がん

重粒子線（炭素イオン線）治療
- 骨軟部腫瘍（切除非適用）
- 頭頸部悪性腫瘍（口腔・咽喉頭の扁平上皮がんを除く）
- 限局性及び局所進行性前立腺がん

また、2022年4月より新たに、以下の5つが保険適用された。
- 直径5cm以上の肝細胞がん
- 肝内胆管がん
- 局所進行膵がん
- 局所進行子宮頸部腺がん
- 手術後に局所再発した大腸がん

ただし、すべての疾患で手術非適用であることが条件とされている。また局所進行子宮頸部腺がんについては、重粒子線治療のみ認められた。令和4年4月の改定によって、メディアにも多く取り上げられるようになった。

## 沿革
- 2001年4月 - 開所
- 2017年12月 - 附属神戸陽子線センター開所

## 診療科
- 放射線科

## 関連作品
- 中川いさみ『重粒子の旅』 - 本センターに入院した漫画家による闘病記。

## テレビ番組
- 日経スペシャル ガイアの夜明け ガンは治る! 〜日米ハイテク治療最前線〜（2002年12月8日、テレビ東京）[4]。